# Anna Russell (nhà thực vật học)
Anna (Worsley) Russell (tháng 11 năm 1807 - 11 tháng 11 năm 1876) là một nhà thực vật học người Anh. Bà đã được mô tả là "có lẽ là nhà thực vật học giỏi nhất và nổi bật nhất trong thời đại của bà".